# Vouvray-sur-Huisne

Vouvray-sur-Huisne este o comună în departamentul Sarthe, Franța. În 2009 avea o populație de 153 de locuitori.